# 행동당 (1848년 이탈리아)
행동당(이탈리아어: Partito d'Azione)은 이탈리아 통일 이전 시기 리소르지멘토 동안 활동했던 이탈리아의 정당이었다. 이탈리아 역사상 최초의 조직적인 정당이었다.

## 역사
1848년 이탈리아 혁명이 실패로 돌아가자, 주세페 마치니가 이끈 청년 이탈리아당은 정치단체로서는 해산되고 이탈리아 국가협회(이탈리아어: Associazione Nazionale Italiana)가 결성되어 마치니가 계속해서 지도자를 맡게 되었다.
1848년~1849년 이탈리아 국가협회는 빈첸초 지오베르티와 마시모 다젤리오가 이끌었던 라이벌 정당인 온건당과 대립하였다. 온건당은 사르데냐 왕국 총선에서 승리하여 새 정부를 수립했다. 수년간 부진한 활동에 놓였던 이탈리아 국가협회는 1853년 마치니의 뜻에 따라 행동당으로 개명하였고, 선언문〈이탈리아인에게〉(Agli Italiani)를 소책자로 발행하여 이탈리아인들에게 반기를 들어 공화주의 단체를 조직할 것을 촉구하였다. 이러한 전략은 같은해 벌어진 사프리 공략이 카를로 피사카네의 사망과 함께 실패로 돌아가면서 수정되었다.
1860년 행동당은 주세페 가리발디가 이끄는 준군사 조직인 붉은 셔츠단(Camicie rosse)의 창설 자금을 지원했다. 붉은 셔츠대는 천인의 원정으로 명성이 높아졌으며 가리발디는 수개월 만에 양시칠리아 왕국과 교황령 전체를 정복했다. 이 시기 행동당은 온건당과 그 신임 대표였던 카보우르 백작이 사보이아가와 밀접한 관계를 유지하자 강경 반대하는 모습을 보였다. 주세페 마치니는 통일전쟁, 국민투표 조작, 통일 이탈리아의 다양성을 무시하는 사르데냐-피에몬테 왕국 중심의 정책에 반대하는 입장이었다. 한편으로 행동당은 이탈리아 최초의 상호조회, 노동자협회, 공립학교, 협동조합 등을 설립했다.
1861년 마치니는 행동당 기관지 〈통일 이탈리아〉(L'Unità italiana)를 창간했다. 1867년 이탈리아 통일 전쟁이 끝나자 행동당은 멘타나 전투로 로마를 장악하려 했으나 실패했다. 실망한 마치니는 행동당을 해산하고 정계에서 은퇴했다. 1870년 로마가 점령되어 이탈리아 왕국의 수도가 되었다. 1877년에는 행동당에 몸담았던 아고스티노 베르타니가 좌파 진영을 떠나 극좌파를 결성하였는데 행동당을 계승한 정파로 평가받고 있다.

## 정책
- 이탈리아 통일 (미수복 영토 포함)[2]
- 군주제 폐지 및 공화국 수립
- 보통 선거제 도입
- 종교의 자유, 언론의 자유, 표현의 자유, 사상의 자유 지지

## 역대 선거 결과
| 대의원    |                  |     |          |     |               |
| 선거 연도 | 득표             | %   | 의석     | +/− | 지도자        |
| 1861년    | 알 수 없음 (3위) | 2.3 | 14 / 443 | –   | 주세페 마치니 |
| 1865년    | 알 수 없음 (3위) | 3.5 | 15 / 443 | 1   | 주세페 마치니 |

## 같이 보기
- 이탈리아의 자유주의와 급진주의